# Томский, Алексей Арсентьевич
Алексей Арсентьевич Томский (12 марта 1924, Савватьево, Тверская губерния — 3 марта 1944, Витебская область) — командир взвода роты автоматчиков 950-го стрелкового полка 262-й стрелковой дивизии 84-го стрелкового корпуса 39-й армии 3-го Белорусского фронта, сержант. Герой Советского Союза.

## Биография
Родился 12 марта 1924 года в селе Савватьево ныне Калининского района Тверской области. Окончил пять классов. В 1935 году семья переехала в Тверь. Семилетнее образование получил в школах № 17 и 2. Работал поваром.
В 1941 году добровольцем ушёл в ряды Красной Армии. В боях Великой Отечественной войны с декабря 1941 года. Участник боёв за освобождение Тверской и Смоленской областей, а также за освобождение Белоруссии.
7 июля 1942 года при прорыве кольца окружения, в котором оказалась дивизия в районе Солодилова Тверской области, А. А. Томский с десятью автоматчиками вплотную пробрался к боевым порядкам противников, уничтожил огневую точку с прислугой, метким выстрелом снял с дерева снайпера. Тем самым была пробита брешь для выхода из окружения.
28 ноября 1942 года в боях за высоту «216,8» у деревни Красногородки Вельского района А. А. Томский забросал вражеский дзот гранатами, ворвался в расположение противника, захватил пулемёт вместо с пулемётчиком, обеспечив успех своим пехотинцам. Член ВКП(б)/КПСС с 1943 года.
18 августа 1943 года при прорыве обороны врага у деревни Зальнево Слободского района Смоленской области его отделение автоматчиков ворвалось в траншеи противника, уничтожило двух пулемётчиков, открыв путь к овладению вражескими позициями нашему стрелковому батальону. В тот же день А. А. Томский первым ворвался на высоту «214,9», уничтожил немецкий пулемёт и захватил пленного, который дал ценные показания.
30 сентября 1943 года у деревни Боярщины Понизовского района на Смоленщине сержант А. А. Томский вместе с пятью автоматчиками блокировал огневую точку противника, мешавшую продвижению батальона, уничтожил её, взяв пулемёт МГ-34 и пять винтовок.
11 февраля 1944 года силами своего взвода Алексей Томский выполнил ответственное задание командования — проник в расположение врага, взял пленного, который подтвердил намерение противников отходить с этого участка фронта.
3 марта 1944 года автоматчики сержанта Томского при прорыве обороны противника на Витебском направлении первыми атаковали ближайшие три высотки. Этот рубеж немцы укрепили и оказали на нём отчаянное сопротивление. И вот дружным натиском первая траншея занята. Противники, собрав силы, бросились в контратаку. В неравном траншейном бою, продолжавшемся свыше двух часов, группа Томского выстояла. В рукопашной схватке взводный был ранен. Ему предложили покинуть позицию, уйти на перевязку, но Алексей отказался. В строю оставалось лишь шесть автоматчиков. И чтобы не дать врагу передышки, раненый взводный повёл их во вторые траншеи противника. И снова рукопашная схватка. Противников было в четыре раза больше. И бились они отчаянно. Но ещё напористее и решительнее были наши воины. И ещё час длился кровавый бой. У Томского вышли боеприпасы, израсходованы гранаты, а рядом противники. Сержант внезапно завладел немецким пулемётом и в упор расстрелял шестерых противников. Но и пулемётная лента иссякла. Не растерявшись, он бросился на двух подбежавших фашистов и прикладом сбил их с ног. Погиб. Похоронен в деревне Войтово Витебской области.

## Награды
Указом Президиума Верховного Совета СССР от 24 марта 1945 года за образцовое выполнение боевых заданий командования и проявленные при этом мужество и героизм сержанту Томскому Алексею Арсентьевичу присвоено звание Героя Советского Союза.
Награждён орденами Ленина, Отечественной войны 1-й и 2-й степеней, Красной Звезды, медалями.

## Память
В деревне Войтово установлен обелиск, его именем названа школа, в городе Тверь и белорусском посёлке Лиозно его именем названы улицы.